# Satiricón (revista)
Satiricón fue una revista argentina de finales del siglo XX creada por Oskar Blotta y Carlos Blotta, junto a Andrés Cascioli, y considerada como la publicación que revolucionó el humor gráfico de ese país. Su primer número apareció el 10 de noviembre de 1972, viéndose varias veces interrumpida su publicación, hasta su desaparición en el 2005.

## Fundadores y primer personal
Los creadores de la revista fueron Pedro Ferrantelli, Oskar y Carlos Blotta, junto a Andrés Cascioli. La redacción estaba ubicada en la calle Viamonte N.º 759 de la ciudad de Buenos Aires, en el patio trasero de la agencia de publicidad "Blotta y Asociados". Entre su personal inicial, se contaban dibujantes, periodistas, historietistas y redactores de renombre, como Tomás Sanz, Carlos Ulanovsky, Mario Mactas, Viviana Gómez Thorpe, Carlos Trillo, Alejandro Dolina, Carlos Abrevaya, Jorge Guinzburg, Roberto Fontanarrosa, Grondona White, Crist, Dante Panzeri entre otros muchos.

## Censuras, clausuras y resurrecciones
Su primer censura se produce en el segundo número (diciembre de 1972), cuando la entonces Municipalidad de la Ciudad de Buenos Aires decreta que ese ejemplar debe ser de exhibición limitada.
En abril de 1973, el número 6 de la revista es nuevamente secuestrado por el municipio capitalino.
En septiembre de 1974, finaliza la primera etapa de Satiricón, debido a la prohibición decretada por el gobierno nacional durante la presidencia de María Estela Martínez de Perón (Decreto 866/74). Esta prohibición se mantiene hasta el 13 de junio de 1975, cuando es levantada la clausura, y en diciembre vuelva a aparecer la revista, en una segunda pero breve etapa,  ya que en marzo de 1976, aparecerá el último número, en cuya tapa se leía "El demonio nos gobierna". Tras la aparición de esa edición y según narran los responsables de la revista "Los capitanes Corti y Carpintero censuraron la revista, con sugerencias acerca de lo que nos podía pasar si seguía saliendo, le hicimos caso y nos fuimos todos".[cita requerida]
En (noviembre de 1983), comienza la tercera etapa de Satiricón, que culminará en octubre de 1986, aunque esta vez por decisión propia de sus editores, disconformes con su producto: "...lo que estábamos haciendo era cualquier cosa menos Satiricón".
Finalmente, en diciembre de 2004 se produce el cuarto y último retorno, que duró hasta el 2005, con la publicación de un Anuario Satiricón. La revista estaba lejos en ese momento del éxito de lectores que la había acompañado en sus dos primeras etapas editoriales.

## El criterio editorial
La revista se caracterizaba por su iconoclasia y no sólo todo el espectro político del momento era su blanco, sino que la burla y la ironía alcanzaban también a los prejuicios y pudores de la sociedad de clase media argentina, bastante pacata en la época.
Así se anunciaba: "El martes 10 de noviembre, un aviso apaisado en el que se ve una larga fila ante un quiosco - encabezada por el propio Perón -, quien exclama: '¡Satiricón, Satiricón, que grande sos! ¡Sos el primer gran revistón!' - anuncia que 'Satiricón', revista show de la actualidad argentina y otras yerbas, ya explotó en todos los kioscos.
Con esta frase estruendosa se anuncia al público, desenfadadamente, la revista show, la revista que muestra a la Argentina, granero del mundo".
Satiricón fue primero editada por Áurea Editora y luego por Editores Asociados. Esta revista fue mensual y propuso una mezcla atractiva de humor, información y pensamiento. Un humor al estilo estadounidense con pinceladas autóctonas, con notas adultas al modo de las que salían publicadas en Penthouse y Playboy. (1)
Así lo cuenta Andrés Cascioli, uno de los socios de la publicación junto a Oskar Blotta, Pedro Ferrantelli y Carlos Blotta: El primer número fue una especie de 'Patoruzú' mejorado. No teníamos idea de lo que íbamos a hacer. Descubrimos a Ulanovsky a través de sus notas en 'La Opinión'. El acercó a Mario Mactas. Así se fue armando el equipo.

## Satiricóncreó leyendas
Las sucesivas etapas de la revista posibilitaron también la vinculación entre guionistas y dibujantes, algunos de los cuales adquirirían renombre internacional, como la dupla Carlos Trillo/Horacio Altuna, que se conocieron en 1974 cuando Altuna fue convocado por Cascioli para ilustrar un guion de Trillo. De esa asociación nacería entre muchas otras, la historieta que los haría definitivamente famosos en el género: "El Loco Chávez".
Satiricón representó también el despegue para Alejandro Dolina, que en los años 70 trabajaba en publicidad, y en 1972 comenzó a escribir colaboraciones en la publicación.
Otro dibujante que ilustró sus páginas fue Daniel Branca, fallecido en enero del 2005, que aportó las ilustraciones al guion de Oskar Blotta "El Sátiro Virgen".
Satiricón fue la primera publicación que se animó a tratar abiertamente el tema de la homosexualidad masculina en clave de humor. Tenía la sección PAN CON PAN, donde se desarrollaban graciosas situaciones. En esa sección aparecía el Instituto Linus Hojeter de la calle Zelátraga 69 promocionando el Emoliente Kelorten a un precio accesible. Claro está nada existía.